# Dactyladenia scabrifolia
Dactyladenia scabrifolia är en tvåhjärtbladig växtart som först beskrevs av Henri Hua, och fick sitt nu gällande namn av Ghillean `Iain' Tolmie Prance och Frank White. Dactyladenia scabrifolia ingår i släktet Dactyladenia och familjen Chrysobalanaceae. Inga underarter finns listade i Catalogue of Life.